# Klaus Høeck
Klaus Høeck (født 27. november 1938 i København) er en dansk digter.
Han debuterede i 1966 med Yggdrasil, der senere sammen med efterfølgeren Mitre-enf-snee (1967) indgik i bind et af det store fembindsværk Rejse, der udkom 1971-73.
Allerede med Rejse finder man en stor del af de træk, som er kendetegnende for Høecks senere forfatterskab. Det gælder blandt meget andet Høecks encyklopædiske ambition og den for Høeck særligt kendetegnende orddeling uden bindestreg og det særlige vokabularium, hvor sproget fra bl.a. alkymien, kemien, teologien forenes med hverdagslige genstande og fænomener som f.eks. kattemad, afføring og varemærker.
Høeck er især kendt for de kybernetiske systemer, som han skriver sine værker på baggrund af, hvilket også er et træk, der går helt tilbage til Rejse, og som man kan finde forklaret i de enkelte værkers tilhørende 'appendix'. Af den grund er Høeck, sammen med bl.a Inger Christensen, blevet placeret indenfor for den gren af modernismen, som kaldes systemdigtningen i den danske litteraturhistorie.  
I kølvandet på digtkredsen Hjem (1985), der er et skelsættende hovedværk i Høecks forfatterskab såvel som i dansk lyrik i almindelighed, modtog han Statens Kunstfonds hædersydelse, og i 1989 blev han medlem af Det Danske Akademi. Digtværket Palimpsest (2008) blev tildelt Kritikerprisen, og Legacy (2015) blev indstillet til Nordisk Råds Litteraturpris.

## Biografi
Høeck er født 27. november 1938. Han voksede op med sin mor og sine bedsteforældre. Han blev student fra Sorø Akademi i 1957, hvorefter han tog hyre på sin stedfars skib. Han studerede medicin, jura og filosofi ved Københavns Universitet. I 1970 blev han exam.art i filosofi og underviste fra 1970-71 som undervisningsassistent i videnskabsteori ved Kultursociologi på Københavns Universitet. Ved siden af digterkarrieren arbejdede Høeck som ekstrapostbud i 1970’erne og 80’erne.
I 1966 blev Høeck gift med Gudrun Foged. De var gift indtil 1971, men samlivet varede til 1980. I 1982 begik Høecks daværende kæreste Margit Jean selvmord. Det fik indflydelse på værket Hjem, som han på det tidspunkt arbejdede på. I 1985, samme år som han blev tildelt Statens Kunstfonds hædersydelse, blev han gift med professor Anne-Marie Mai, og sammen flyttede de til Røsnæs ved Kalundborg i 1986. I 1989 flyttede parret til Veflinge på Fyn, hvor de bor i dag. Hjemmet bliver i Høecks digte omtalt som ‘heartland’.
Høecks biografi er et væsentligt element i forfatterskabet, ikke som et fortolkningsredskab, men som en stofmæssig kilde til Høecks digtning. I det senere forfatterskab tager digtene i reglen udgangspunkt i Høecks eget liv, hvorfor jeg'et uden de store problemer kan læses som Høeck selv.

## Kunstneriske kendetegn hos Høeck
Høeck har gennem sit store forfatterskab opbygget en række særlige kendetegn i sit kunstneriske virke, hvoraf nogle fremstår som særligt høeck'ske i deres udtryk. Det gælder for eksempel flere aspekter ved vers og strofe, der i høj grad knytter sig til brugen af enjambement. Nogle af disse kendetegn og særtræk har fulgt ham siden debuten, mens andre er kommet til siden. Det gælder bl.a. værkernes størrelse. Fra og med Hjem har Høecks udgivelser været storværker af forskellig karakter: lige fra det komplekst komponerede som Hjem og Heptameron (1989) til mere enkelte værkkompositioner som Eventyr (1992) og Heartland (2006), mens Høecks seneste, My Heart (2018) er kendetegnet ved det tematiske frihed. Den systemiske styring er her begrænset til kun at vedrøre digtene formelt, hvorfor digte kan handle om alt.

### Enjambement, vers og strofe
Et særtræk ved Høecks digtning er brugen af verslinjeskift, det såkaldte enjambement, hvor sproget løber hen over to eller flere vers.  Hos Høeck optræder enjambementet ofte inde i et ord. Denne orddeling sker på karakteristisk vis uden brug af bindestreg, hvormed der kan optræde ord eller ordbrokker, der overrasker eller forvirrer under læsningen af det enkelte vers, men som den videre læsning neutraliserer ved at føje de enkelte ord eller dele sammen til reelle ord. F.eks. lyder det i en strofe i digt fra In nomine (2001):
"dén nødvendighed / trofast at drikke sin mor / genkaffe hver dag". Orddelingen er her, og som det ofte er i det øvrige værk, bestemt af antallet af stavelser. Her er det haikuens 17 stavelser fordelt i mønsteret 5-7-5, der afgøre, hvor ordene deles og sproget enjamberes.
Når sproget på den måder løber gennem versene og enjambementer bestemmes af formelle omstændigheder som stavelser, så medfører det også flere mulige måder at læse det enkelte digt på, hvis man vælger ikke at læse versrettet, men sætningsrettet, som man læser prosa. Frank Kjørup har således kunne udlægge 17 forskellige måder at læse et Høeck-digt med 12 vers fordelt på 4 strofer af 17 stavelser.
Den mangfoldighed af mulige læsninger muliggøres også af, at strofen hos Høeck ikke er en enhed i digtet. Sproget kan her løbe fra en strofes sidste vers og forsætte i næste strofes første vers. Der kan sågar optræde interstrofisk enjambement, hvor enjambementet ikke blot sker mellem to verslinjer, men mellem to verslinjer i to på hinanden følgende strofer. Dette kan tilmed ske som orddeling på tværs af strofer: "at lytte til mo // zarts atten klaver"

### Storværket
Høecks værker er ikke digtsamlinger i den forstand, at de indeholder en samling digte, der er udvalgt blandt andre digte. Som en konsekvens af kypernetikken bag hvert værk, hvor værket forefindes i en abstrakt teoretisk udformning, så bliver digtene skrevet til værket. Inspireret af bl.a. Pablo Nerudas oder og Ezra Pounds Cantos har Høecks værker i det senere forfatterskab taget sig ud som storværker, der på baggrund af forskellige kompositionelle strategier og i kraft af værkernes omfang har udfordret måden, hvorpå værkerne skal læses, såvel udfordret opfattelsen af digtet som en afsluttet enhed, der kan fortolkes og opfattes som en kunstværk i sig selv.

### Affald
Et markant træk ved Høecks tidligere værk, er medtagelsen af affaldet, hvor rester fra produktionen indføjes i digtene. Således kan hele strofer udgøres af bogstavforløb og ordbrokker. I sonetten er det ofte første terzet (sonettens 3. strofe), der fremviser dette affald. I Canzone (1981) kan det se således ud: "skålens grumsede bund skålens grumsede bund/ magistraten hygiejne skålens/ grumsede bund er er er er er iiiiiiii"

## Forfatterskab

### Hjem
Høecks store gennembrud kommer i 1985 med digtkredsen Hjem. Det bliver starten på det sene forfatterskab, hvor værkerne bliver store og omfattende, og hvor skabningen, hverdagen og øjeblikket hyldes.
Hjem er formentligt det værk, der på mest omfattende vis udfolder den encyklopædiske ambition, som er gældende for Høecks samlede forfatterskab. Hjem er en systematisk-poetisk beskrivelse af Høecks 'hjem', Danmark, hvis natur og kultur skridt for skridt bliver udfoldet gennem emnespecifikke afsnit som "Atomer", "Strande, klitter", "Siv, rør, alger", "Pattedyr", "Sprog", "Veje", "Hospitaler", "Sommerhuslandet", "Amter og kommuner" osv. Teksterne er ikke videnskabelige, encyklopædiske i deres beskrivelser, men i stedet poetisk-subjektive. Et personligt biografisk spor indflettes også i værket, f.eks i afsnittet "Celler", der er tilegnet Høecks første kone Gudrun, hvori "parrings / akten" kan aflæses i "madrassens hulheder", men hvor "goldheden hersker"  mellem vi'et.
Hjem er både omfattende i sit omfang og i sit system. Værket består af tre "spor", der løber parallelt på siderne gennem hele bogen: Spor 1: "Natur", løber øverst fra venstre mod højre, spor 2: "Kultur", nederst fra højre mod venstre, samt spor 3: "Ånd", der løber mellem de to andre spor fra midten mod venstre og mod højre. Hvert spor er inddelt i sekvenser, der igen er inddelt i afsnit, der indeholder ti tekster. Spor 1 indeholder f.eks. sekvenserne "Grunden, "Geologien", "Floraen", "Faunaen", der indeholder afsnit som "Atomer", "Sand, ler, grus", "Vilde blomster", "Fugle". Sporet ender med "Mennesket" og "Slutningen". En lignende inddeling og udvikling findes i spor 2, der forfølger kulturen fra dens begyndelse med sproget til dens "Udslettelse".
Første tekst i første spor, sekvens "Grunden", afsnit "Atomer", er en formeloversigt over den danske undergrunds kemiske struktur. Denne tekst transformereres på baggrund af et givent sæt af regler på en måde, til det efterfølgende afsnit, hvor der igen er noget, der overføres og noget, der udelades til det næste afsnit, således at undergrunden "NaKalSi3O8[...]" indirekte bidrager til f.eks afsnittet om "Dagsommerfulge".
Spor 2 begynder på den bogside, hvor spor 1 slutter, og spor 2's første tekst udspringer af den sidste tekst i spor 1. Dette samme gør sig gældende for sidste tekst i spor 2, der mængdemæssigt er identisk med første tekst i spor 1, hvormed kredsen forbindes.
I bogens eksakte centrum findes 24 tekster, der ifølge appendix ikke skal siges noget om. På hver side af disse 24 tekster udløber begyndelsen på spor 3, "Ånd", der er skrevet på baggrund af de to tekster fra spor 1 og 2, der optræder på samme bogside. Her er det kun ord fra disse to tekster, som står til rådighed for skabelsen af den givne bogsides "Ånd"-tekst.

### Høeck, Jac og Schnack
Sideløbende med sit eget forfatterskabet udgav Høeck i 1980’erne flere bøger sammen med digterkollegerne Asger Schnack og F.P. Jac. I 1980 dannede de digterbandet Bandet Nul, der turnerede aktivt med deres oplæsninger. Bandet Nul udgav fire bøger i starten af 1980'erne, Nul, Bandet Nul Live, Bandet Nul de Luxe og Bandet Nul samler værket. Efter årene med oplæsninger med Bandet Nul, trak Høeck sig fra oplæsningen, og har kun ved enkelte lejligheder læst op af sit forfatterskab.
Fra 1980-1985 udgav Høeck og Schnack en række bøger, der hyldede idolerne David Bowie, Bowie Bowie, og Brian Eno, Eno Ono, Eno Zebra og Eno High. Eno-triollogien oversatte Høeck og Schnack selv til engelsk, som Eno blev overrakt ved en udstilling i 1986.
Efter idolbøgerne udgav de Blåvand Revisted (1984) og Jævndøgn (1985).